# 伊藤祐二
伊藤 祐二（いとう ゆうじ、1956年 - ）は、日本の作曲家。

## 人物
愛知県名古屋市出身。作曲家で名教師でもある戸島美喜夫門下。東京学芸大学大学院作曲指揮法講座修了。
作曲を住谷智、甲斐説宗に師事。指揮法を伊藤栄一に師事。近藤譲の自宅におけるワークショップで1年以上学んだ。

## 活動歴
東京学芸大学在学中から、作曲同人“Group For”メンバーとして、1978年から、1990までに10回の作品展を開催。（この同人は、1990年頃に活動を停止。）
大学院在学中の1985年には、フランス、ブールジュの実験音楽祭でライヴエレクトロニック作品が取り上げられている。（演奏：井上郷子（ピアノ）、映像：藤井一）
以後、作品は、イタリア、ドイツ、フランス、オーストリア、スイス、アメリカ、エジプト、トルコ等の国々で、各国の演奏家によって演奏されている。
2004年、イタリア ウーディネ市が主催する国際作曲コンクールinternational Composer Competition “Città di Udine." の審査員を務める。
2004年に、”nothing but music”を設立した。
ディレクターとして、以下のようなコンサートをプロデュースしている。
小平市文化振興財団の企画、内容はすべて伊藤祐二と井上郷子によって構成されたものである。1995年～1999年の4年間に渡り、12回のレクチャーコンサートが行われた。レクチャラーは、船山隆、石田一志、長木誠司、横井雅子、白石美雪等の音楽学者、松平頼暁、近藤譲、高橋悠治、藤枝守等の作曲家からなる。
イタリアの心臓外科医から画家に転身した、Augusto Brecciaの、イタリアでの大規模な絵画展を記念して、イタリアの作曲家David Macculi によって企画され、数カ国で開催されたプロジェクト。伊藤祐二が日本でのプロジェクトのすべてを担当し、7カ国、24人の作曲家が作品を提供する規模となった。
2008年から、東京、江東区の門仲天井ホールとの共催で、年に3回のコンサート企画をスタート、4年目となる2012年現在、継続中。内容はすべて伊藤祐二と井上郷子によって構成され、すでに評価の定まった作曲家、作品、の紹介よりも、現在進行中の“ドキュメント”を目的として企画されている。

## 受賞歴
- Antonio Manoni作曲賞[3]第2位受賞（2004年 イタリア）（伊藤は、この賞が、これまでに応募した唯一の作曲コンクールであると表明している。）[1]

## 関連文献
- 「日本の作曲家・近現代音楽人名事典」　内外アソシエーツ　ISBN 978-4-8169-2119-3
- 「SoundVision」　PFAU-Verlag　ISBN 3-89727-272-5